# Fabrizio Benedetti
Fabrizio Benedetti est un neuroscientifique italien, professeur de physiologie à l'université de Turin. 
Il est reconnu pour ses recherches sur l'effet placebo et membre de l'Academia Europaea depuis 2010.

## Prix
- 1984 : Silbert International Award, Université de Californie à Los Angeles
- 1997 : Novartis Prize, Italian Society of Neuroscience
- 2009 : Medical Books Award, British Medical Association[2].

## Ouvrages
- (en) Placebo Effects: Understanding the mechanisms in health and disease, Oxford University Press, 2008
- (en) The Patient’s Brain: The Neuroscience Behind the Doctor–Patient Relationship, Oxford University Press, 2010